# Cinderella Boy
Cinderella Boy (japanisch シンデレラボーイ) ist ein Manga von Monkey Punch, die im Jahr 1980 in Japan erschienen ist. 2003 erschien eine Anime-Adaption von Studio Magic Bus.

## Inhalt
Ranma Hinamatsuri und seine Partnerin Rella leben in einer futuristischen Stadt namens Kirin Town. Die beiden betreiben ein Detektivbüro. Sie werden bei einem Autounfall schwer verletzt, als sie über eine Operation der organisierten Kriminalität stolpern. Danach steckt sie ein mysteriöser Arzt zusammen in einen gemeinsamen Körper. Jede Nacht um zwölf verändert ihr gemeinsamer Körper Identität und Gestalt. Aus Ranma wird Rella oder umgekehrt. Keine der beiden ist sich der Handlungen oder Situationen bewusst, in die der Partner verwickelt ist und sie verlieren 24 Stunden später vollständig das Bewusstsein, wenn die Veränderung wieder auf sie zukommt.

## Veröffentlichung
Cinderella Boy wurde in Japan im Jahr 1980 als One Shot im Manga-Magazin Popcorn des Kōbunsha-Verlags veröffentlicht.

## Animeserie
Eine Adaption als Anime entstand beim Studio Magic Bus unter der Regie von Tsuneo Tominaga. Die Drehbücher schrieben Michihiro Tsuchiya und Mitsuyo Suenaga. Das Charakterdesign entwarf Toshimitsu Kobayashi und die künstlerische Leitung lag bei Maho Takahashi. Für den Ton war Hideo Takahashi verantwortlich, für die Kameraführung Hideo Okazaki. 
Die 13 je 25 Minuten langen Folgen wurden vom 21. Juni 2003 bis 13. September 2003 von WOWOW, AT-X und Television Niigata Network in Japan ausgestrahlt. Eine spanische Fassung wurde als El Ceniciento gezeigt und auch eine portugiesische wurde unter dem Titel Efeito Cinderella im Fernsehen ausgestrahlt. Discotek Media hat den Anime für eine nordamerikanische Veröffentlichung lizenziert. Auch französische, chinesische und italienische Fassungen sowie eine in Tagalog erschienen.

### Synchronisation
| Rolle                 | japanischer Sprecher (Seiyū) |
| --------------------- | ---------------------------- |
| Ranma Hinamatsuri     | Takehito Koyasu              |
| Rella Cindy Shirayuki | Yumi Tōma                    |
| Son Taijin            | Chafurin                     |
| Dorothy               | Junko Hori                   |
| Dr. Grimm             | Kaneta Kimotsuki             |

### Musik
Die Musik der Serie komponierte Kensaku Tanigawa. Das Vorspannlied ist Cinderella Boy von Domino88. Der Abspann ist unterlegt mit Out of Eden, gesungen von Takako.

## Rezeption
Die Anime Encyclopedia nennt die Serie einen unoriginellen Versuch, von den Erfolgen von Ranma ½ und Lupin III zu kopieren – der Bezug zu ersteren sei durch den in Japan keinesfalls häufigen Namen des Protagonisten allzu offensichtlich. Die Umsetzung der „obskuren“ Fernsehserie sei halbherzig, die Animationen plump, die Actionszenen dumpf und die Musik ein kläglicher Versuch, den Jazz-Soundtrack von Cowboy Bebop nachzuahmen – die Serie sei alles, was bei Anime zu Beginn des 21. Jahrhunderts falsch lief, in einem Paket.